# Stanislav Adam
Stanislav Adam (* 30. April 1889 in Loštice, Markgrafschaft Mähren, Österreich-Ungarn; † 6. Juli 1974 in Brandýs nad Labem-Stará Boleslav, Tschechoslowakei) war ein tschechoslowakischer Lehrer, Chorleiter, Violinist und Komponist.

## Leben
Stanislav Adams Vater war Lehrer und Regens Chori in Loschitz. Er selbst besuchte von 1901 bis 1909 das Gymnasium in Hohenstadt an der March. Nach dem Schulabschluss  unterrichtete er ohne Lehrerausbildung unterrichtete er verschiedenen Schulen der Region. Die längste Zeit arbeitete er als Lehrer und Regens Chori in seiner Heimatstadt. Im Bereich der Musik war Adam zunächst  Autodidakt, hatte dann bei diversen Amateurmusikern Unterricht und erreichte eine hohe Fertigkeit im Violinspiel. Von 1922 bis 1937 konzertierte er während der Sommerferien in diversen Urlaubsorten des In- und Auslands. Er war Mitglied des Klubs mährischer Komponisten in Brünn.

## Werke (Auswahl)
Als Komponist war er sehr produktiv, aber mangels professioneller Ausbildung und der dadurch geringeren Qualität wurden und werden die Werke vor allem von Amateurmusikern aufgeführt.
- Konzertpolonaise für Violine und Orchester, op. 5, 1935 (Fassung für Violine und Klavier, 1936 bei Fr. A. Urbánek in Prag, publiziert OCLC 947204383)
- Přání [Wünsche], op. 9, Festchor zum Geburtstag des Präsidenten der Republik (Ausgabe für Doppelgesang mit Klavierbegleitung, 1937 bei Fr. A. Urbánek in Prag, publiziert OCLC 320510622)
- Pozdrav spojencům [Grüße an die Alliierten], Suite für großes Orchester oder Blasorchester, 1938
- Nesem vám noviny [Wir bringen Neuigkeiten], Weihnachtsspiel, Text: Josef Tikovsky, 1939, 1940 Olmütz OCLC 320510026
- Violinkonzert a-moll op. 15, 1941[1]
- Cellokonzert h-moll op. 34, 1954[1]
- Klavierkonzert g-moll op. 35, 1954
- V říši vodníka [Im Reich des Wassermanns], Spiel mit Liedern und Tänzen, 1957[1]
- Klarinettenkonzert D-Dur, 1959[1]
- Arrangements von Volksliedern[1]